# Mannschaftszeitfahren
Das  Mannschaftszeitfahren (oft MZF, englisch team time trial, kurz TTT; französisch contre la montre par équipes, kurz CLM) ist eine Disziplin des Straßenradsports, bei der die konkurrierenden Teams nicht zusammen starten, sondern getrennt jeweils „gegen die Uhr“ (contre la montre) und sich die Platzierungen der Teams aus der Reihenfolge der geringsten Fahrtzeit ergibt.
Sonderfälle des Mannschaftszeitfahrens sind das Paarzeitfahren (PZF) und die Mixed-Staffel. Bei Zeitfahren, die von Einzelfahrern bestritten werden, spricht man dagegen von Einzelzeitfahren. Fahrer, die auf Zeitfahrwettbewerbe spezialisiert sind, werden oft als Zeitfahrspezialisten bezeichnet.

## Reglement
Mannschaftszeitfahren werden als Eintagesrennen oder im Rahmen von Etappenrennen über eine Distanz von maximal 100 Kilometern bei den Männern, bzw. 50 Kilometern bei den Frauen ausgetragen. Die Zeitnahme erfolgt nicht beim ersten Fahrer, sondern abhängig von der Fahrerzahl bei einem der letzten Fahrer, z. B. bei Viererteams meist beim dritten Fahrer. Das Windschattenfahren ist nur innerhalb desselben Teams erlaubt. Überholt ein Team das vor ihm gestartete Team, dürfen sich die Fahrer verschiedener Teams gegenseitig nicht unterstützen. Ein Verstoß ist mit Zeitstrafen zu ahnden und kann bis hin zur Disqualifikation führen.
Eine besondere Form des Mannschaftszeitfahrens wurde bei Paris–Nizza 2023 erprobt: Im Gegensatz zu üblichen Mannschaftszeitfahren bei Etappenrennen wurde die Zeit des ersten Fahrers für die Tageswertung des Teams und jeweils die individuelle Zeit jeden Fahrers für die Gesamtwertung zugrunde gelegt.

## Geschichte

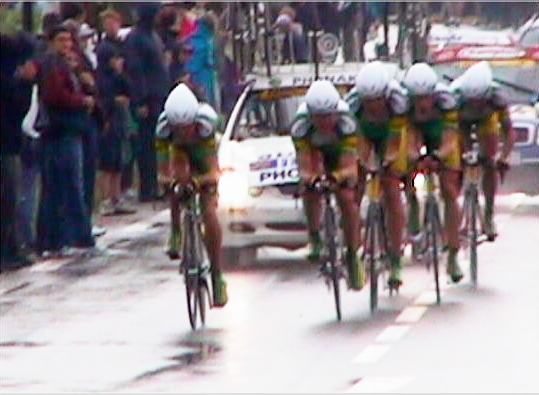
Das Phonak-Team während des Mannschaftszeitfahrens der Tour de France 2004

Das Mannschaftszeitfahren wurde bei der Tour de France erstmals 1935 ausgetragen. Es wurde dann aber über lange Zeit nicht mit ins Programm aufgenommen, da Fahrer mit einem schwächeren Team benachteiligt sind. Von 1999 bis 2019 wurde aber wieder ein Mannschaftszeitfahren ausgetragen. Für die Mannschaft wurde die Zeit des fünften Fahrers, in späteren Jahren die Zeit des vierten Fahres, gewertet. Die Übernahme der Ergebnisse in die Gesamtwertung obliegt nach dem Reglement der Union Cycliste Internationale für Etappenrennen dem Veranstalter und änderte sich mehrmals. In den letzten Jahren erhielten die ersten vier Fahrer die Zeit ihres Teams; die anderen Fahrer erhielten die Zeit, mit der sie ins Ziel gefahren sind. Auch bei anderen Etappenrennen wurden und werden zum Teil Mannschaftszeitfahren ausgetragen.
Bei den Olympischen Spielen wurde von 1960 bis 1992 ein 100-km-Mannschaftszeitfahren für Amateur-Viererteams ausgetragen, wobei die Zeit des dritten Fahrers für das Team zählte. 1996 wurde der Wettbewerb nach der Zulassung von Berufssportlern durch ein Einzelzeitfahren ersetzt. Bei den UCI-Straßen-Weltmeisterschaften wurde ein entsprechender Wettbewerb zwischen 1962 und 1994 ausgetragen. In den Jahren 2005 bis 2007 gehörte auch das Mannschaftszeitfahren Eindhoven als Teil der bis 2010 ausgetragenen UCI ProTour zum offiziellen Rennkalender. Diese Tradition wurde bei den Weltmeisterschaften 2012 wieder aufgenommen, bei denen das Rennen mit kommerziellen 6er-Radsportteams ausgetragen wurde. Der Wettbewerb wurde mit Beginn der Weltmeisterschaften 2019 durch einen gemischten Staffelwettbewerb für Nationalteams ersetzt, der Mixed-Staffel, bei dem jeweils ein Männer-Dreierteam durch ein Frauen-Dreierteam abgelöst wird.
Außerhalb von Meisterschaften und Etappenrennen werden vereinzelt Mannschaftszeitfahren ausgetragen, u. a. früher das Mannschaftszeitfahren Eindhoven im Männeradsport und von 2008 bis 2022 im Frauenradsport Vårgårda WestSweden TTT.

## Paarzeitfahren
Das Paarzeitfahren ist eine spezielle Form des Mannschaftszeitfahrens. Hierbei fahren nur zwei Radrennfahrer in einem Team. Das bekannteste Paarzeitfahren war die Trofeo Baracchi, die von 1941 bis 1991 ausgetragen wurde. Seit 1982 wird der Duo Normand ausgetragen. In Deutschland wurde zwischen 1993 und 2006 in Bühl und Karlsruhe ebenfalls ein Paarzeitfahren zuletzt unter dem Namen LuK Challenge veranstaltet.